# Simona La Mantia
Simona La Mantia (née le 14 avril 1983 à Palerme) est une athlète italienne, spécialiste du triple saut.

## Biographie
Simona La Mantia est la fille de deux anciens athlètes sélectionnés en équipe nationale (Antonino La Mantia et Monika Mutschlechner). Elle obtient son premier résultat significatif lors des Championnats d'Europe espoirs de 2003 à Bydgoszcz, avec la médaille d'argent. 
Elle participe ensuite aux Jeux olympiques d'Athènes en 2004 et aux Championnats du monde 2005 sans atteindre la finale mais remporte l'or lors des Championnats d'Europe espoirs d'athlétisme 2005. 
Son record personnel est de 14,69 m, obtenu le 22 mai 2005 à Palerme, deuxième meilleure marque italienne derrière Magdelin Martinez. Deux fois championne d'Italie, elle se qualifie pour la finale des Championnats d'Europe d'athlétisme 2010 à Barcelone où elle remporte une surprenante médaille d'argent, avec 14,56 m. Après une victoire championnats d'Europe en salle lors de la saison en salle, Simona La Mantia réalise la meilleure performance européenne de l'année au triple saut le 16 mai avec 14,43 m réalisés à Palerme.

## Palmarès
| Date | Compétition                       | Lieu           | Résultat | Marque  |
| ---- | --------------------------------- | -------------- | -------- | ------- |
| 2002 | Championnats du monde juniors     | Kingston       | 8e       | 12,91 m |
| 2004 | Championnats du monde en salle    | Budapest       | 11e      | 14,14 m |
| 2004 | Jeux olympiques                   | Athènes        | qual.    | 14,39 m |
| 2005 | Championnats d'Europe en salle    | Madrid         | 8e       | 14,06 m |
| 2010 | Championnats d'Europe             | Barcelone      | 2e       | 14,56 m |
| 2010 | Coupe continentale                | Split          | 5e       | 14,12 m |
| 2011 | Championnats d'Europe en salle    | Paris          | 1re      | 14,60 m |
| 2011 | Championnats d'Europe par équipes | Stockholm      | 2e       | 14,29 m |
| 2011 | Jeux mondiaux militaires          | Rio de Janeiro | 1re      | 14,19 m |
| 2013 | Championnats d'Europe en salle    | Göteborg       | 3e       | 14,26 m |
| 2013 | Championnats d'Europe par équipes | Gateshead      | 3e       | 13,99 m |
| 2015 | Championnats d'Europe par équipes | Tcheboksary    | 3e       | 14,22 m |

### Records
| Épreuve             | Performance | Lieu    | Date        |
| ------------------- | ----------- | ------- | ----------- |
| Triple saut         | 14,69 m     | Palerme | 22 mai 2005 |
| Triple saut (salle) | 14,60 m     | Paris   | 5 mars 2011 |